# Quinto Marcio Trémulo
Quinto Marcio Trémulo (en latín: Quintus Marcius Tremulus), un plebeyo romano, fue dos veces cónsul junto al patricio P. Cornelio Arvina, la primera vez en el año 306 a. C. y la segunda vez en 288 a. C. 

## Carrera política
En su primer consulado Trémulo condujo las guerras contra los hérnicos y Anagnini, a quienes venció con facilidad, y luego marchó a la ayuda de su colega en Samnio. A su llegada a este último país fue inesperadamente atacado por los samnitas, pero Cornelio vino en su auxilio, y los dos ejércitos obtuvieron una brillante victoria sobre el enemigo. 
Cornelio permaneció en Samnio, pero Trémulo regresó a Roma, donde celebró un triunfo sobre los hérnicos y Anagnini, y una estatua ecuestre fue construida para él en el foro ante el templo de Cástor.
Probablemente el cónsul Quinto Marcio Filipo fuese su hijo.